# West Monkton
West Monkton est une paroisse civile et un village du Somerset, en Angleterre.